# Nick Weiler-Babb
Pour les articles homonymes, voir Nick et Weiler.
Nick Weiler-Babb, né le 12 décembre 1995 à Topeka, au Kansas, est un joueur américain naturalisé allemand de basket-ball évoluant aux postes d'ailier et d'arrière.

## Biographie

### Carrière universitaire
Entre 2014 et 2015, il joue pour les Razorbacks de l'Arkansas à l'université de l'Arkansas.
Entre 2016 et 2019, Weiler-Babb joue pour les Cyclones d'Iowa State à l'université d'État de l'Iowa.

### Carrière professionnelle

#### Riesen Ludwigsburg (2019-2020)
Le 20 juin 2019, automatiquement éligible à la draft 2019 de la NBA, il n'est pas sélectionné.
Durant l'été 2019, Weiler-Babb participe aux NBA Summer Leagues de Las Vegas et de Sacramento avec le Heat de Miami.
Le 27 juillet 2019, il signe son premier contrat professionnel avec l'équipe allemande du Riesen Ludwigsbourg.

#### Bayern Munich (depuis 2020)
Le 24 juillet 2020, Weiler-Babb signe un contrat de deux ans avec l'équipe allemande du Bayern Munich.
Le 8 juillet 2022, il re-signe avec le Bayern Munich jusqu'à la fin de la saison 2023-2024.

## Palmarès

### En club
- Vainqueur de la coupe d'Allemagne en 2023
- MVP de la coupe d'Allemagne en 2023

### Sélection nationale
- Médaille de bronze au championnat d'Europe 2022 en Allemagne, Italie, Géorgie et Tchéquie.

## Statistiques

### Universitaires
Les statistiques de Nick Weiler-Babb en matchs universitaires sont les suivantes :
| Saison    | Équipe     | Matchs | Titul. | Min./m | % Tir | % 3pts | % LF  | Rbds/m. | Pass/m. | Int/m. | Ctr/m. | Pts/m. |
| --------- | ---------- | ------ | ------ | ------ | ----- | ------ | ----- | ------- | ------- | ------ | ------ | ------ |
| 2014-2015 | Arkansas   | 26     | 0      | 4,8    | 31,8  | 33,3   | 100,0 | 0,77    | 0,54    | 0,19   | 0,12   | 0,73   |
| 2016-2017 | Iowa State | 35     | 0      | 16,5   | 45,1  | 30,8   | 70,7  | 3,11    | 1,57    | 0,77   | 0,14   | 3,97   |
| 2017-2018 | Iowa State | 22     | 20     | 36,0   | 44,7  | 32,3   | 75,9  | 6,95    | 6,77    | 1,27   | 0,36   | 11,27  |
| 2018-2019 | Iowa State | 35     | 35     | 34,4   | 40,2  | 35,6   | 76,8  | 5,00    | 4,00    | 1,34   | 0,34   | 9,06   |
| Carrière  | Carrière   | 118    | 55     | 22,8   | 42,2  | 34,0   | 75,5  | 3,87    | 3,03    | 0,91   | 0,24   | 6,13   |